# روتسانو
روتسانو (به ایتالیایی: Rozzano) یک شهرستان (کومونه) در ایتالیا است که در استان میلان٬ ناحیه لمباردی واقع شده‌است.

## خصوصیات
روتسانو ۱۲٫۳ کیلومترمربع مساحت و ۳۸٬۴۹۳ نفر جمعیت دارد.